# Isopsestis
Isopsestis és un gènere de papallones nocturnes de la subfamília Thyatirinae de la família Drepanidae.

## Taxonomia
- Isopsestis cuprina (Moore, 1881)
- Isopsestis meyi Laszlo, G.Ronkay, L.Ronkay & Witt, 2007
- Isopsestis moorei Laszlo, G.Ronkay, L.Ronkay & Witt, 2007
- Isopsestis naumanni Laszlo, G.Ronkay, L.Ronkay & Witt, 2007